# Autopista Litoral Sul
A Autopista Litoral Sul é uma concessionária de rodovias brasileira fundada em 2008, responsável pela gestão de 358 quilômetros do Contorno Leste de Curitiba (BR-116), a BR-376, a BR-101 e o Contorno Viário da Grande Florianópolis, no trecho entre as cidades de Curitiba (PR) e Palhoça (SC). Seu controle acionário pertence a Arteris.
A concessão para administrar e conservar o trecho por 25 anos foi obtida em leilão realizado em 9 de outubro de 2007. O contrato de concessão foi assinado em 14 de fevereiro de 2008 e prevê investimentos de R$ 3,1 bilhões e a responsabilidade pela administração, manutenção, recuperação e outras melhorias na ligação Curitiba-Florianópolis, composta por trechos do Contorno de Curitiba (BR-116), pela BR-376 entre Curitiba e a divisa entre os estados do Paraná e Santa Catarina, e pela BR-101 até Palhoça, na Região Metropolitana de Florianópolis, incluindo o Contorno de Florianópolis, paralelo a BR-101.

## Cidades abrangidas
O percurso do trecho sob concessão compreende 23 municípios localizados no Paraná e Santa Catarina. São eles:
No Estado do  Paraná:
- Quatro Barras
- Piraquara
- São José dos Pinhais
- Curitiba
- Tijucas do Sul
- Guaratuba

No Estado de  Santa Catarina:
- Garuva
- Joinville
- Araquari
- Barra Velha
- Piçarras
- Penha
- Navegantes
- Itajaí
- Camboriú
- Balneário Camboriú
- Itapema
- Porto Belo
- Tijucas
- Governador Celso Ramos
- Biguaçu
- São José
- Palhoça

## Praças de pedágio
São cinco as praças de pedágio ao longo do trecho concedido à Autopista Litoral Sul. Elas estão situadas nos seguintes pontos:
| Pedágio | km    | UF | Localidade/Município | Sentido      |
| ------- | ----- | -- | -------------------- | ------------ |
| 1       | 637,6 | PR | São José dos Pinhais | Bidirecional |
| 2       | 1,3   | SC | Garuva               | Bidirecional |
| 3       | 79,4  | SC | Araquari             | Bidirecional |
| 4       | 159,1 | SC | Porto Belo           | Bidirecional |
| 5       | 220,9 | SC | Palhoça              | Bidirecional |

## Tarifas do pedágio
Atualmente os valores das tarifas são:
| Categoria de Veículo | Tipo de Veículo                                                      | Número de Eixos | Multiplicador da Tarifa | Valores  |
| -------------------- | -------------------------------------------------------------------- | --------------- | ----------------------- | -------- |
| 1                    | Automóvel, Caminhonete e Furgão                                      | 2               | 1                       | R$ 5,20  |
| 2                    | Caminhão leve, Ônibus, Caminhão-trator e furgão                      | 2               | 2                       | R$ 10,40 |
| 3                    | Automóvel e caminhonete com semirreboque                             | 3               | 1.5                     | R$ 7,80  |
| 4                    | Caminhão, Caminhão-trator, caminhão-trator com semirreboque e Ônibus | 3               | 3                       | R$ 15,60 |
| 5                    | Automóvel e caminhonete com reboque                                  | 4               | 2                       | R$ 10,40 |
| 6                    | Caminhão com reboque e caminhão-trator com semirreboque              | 4               | 4                       | R$ 20,80 |
| 7                    | Caminhão com reboque e caminhão-trator com semirreboque              | 5               | 5                       | R$ 26,00 |
| 8                    | Caminhão com reboque e caminhão-trator com semirreboque              | 6               | 6                       | R$ 31,20 |
| 9                    | Motocicletas, motonetas, bicicletas moto                             | 2               | 0.5                     | R$ 2,60  |

*Tarifas atualizadas em 2024.